# Samtgemeinde Boffzen
De Samtgemeinde Boffzen is een samenwerkingsverband (Samtgemeinde) van vier, aan of dicht bij de oostoever van de rivier de Wezer gelegen, kleinere gemeenten in het Landkreis Holzminden in de Duitse deelstaat Nedersaksen. De Samtgemeinde ligt  nabij het drielandenpunt met de deelstaten Noordrijn-Westfalen en Hessen.
Gezamenlijk hebben de gemeenten ongeveer 6.700 inwoners.

## Deelnemende gemeenten
- Boffzen: 2.735 inwoners
- Derental: 584 inw.
- Fürstenberg: 1.076 inw.
- Lauenförde inclusief het ten noorden daarvan gelegen dorpje Meinbrexen: 2.401 inwoners

Totaal aantal inwoners per 30 juni 2015 volgens de website van de Samtgemeinde: 6.796.
Het bestuur van de Samtgemeinde Boffzen is in het gemeentehuis te Boffzen gevestigd.

## Naburige gemeentes
- In het noorden: Holzminden.
- In het noordwesten, aan de andere kant van de Wezer: Höxter.
- In het westen en zuiden: Beverungen (Lauenförde grenst aan Würgassen). Beverungen ligt in Noordrijn-Westfalen.
- In het zuid-zuidoosten, tegen Lauenförde aan: Bad Karlshafen, deelstaat Hessen.
- In het oosten: het hieronder beschreven gemeentevrije gebied.

### Gemeentevrij gebied Boffzen

Ligging van het gemeentevrije gebied Boffzen (rood) in de Landkreis Holzminden

Het gemeentevrije gebied Boffzen is een gemeentevrij gebied in de Landkreis Holzminden in de Duitse deelstaat  Nedersaksen. Het ligt in het middelgebergte Solling. Het wordt bestuurd door de Kreisverwaltung (het districtsbestuur) van deze Landkreis.
Het onbewoonde, geheel uit bos en ander natuurterrein bestaande, gebied heeft een oppervlakte van 23,37 km². Het grenst in het zuiden en westen aan alle vier de deelgemeentes van de Samtgemeinde Boffzen en in het noorden en oosten aan de gemeente Holzminden.
In Duitse statistische bestanden wordt voor het gebied de Amtliche Gemeindeschlüssel nummer 03 2 55 501 gehanteerd.

## Ligging, infrastructuur

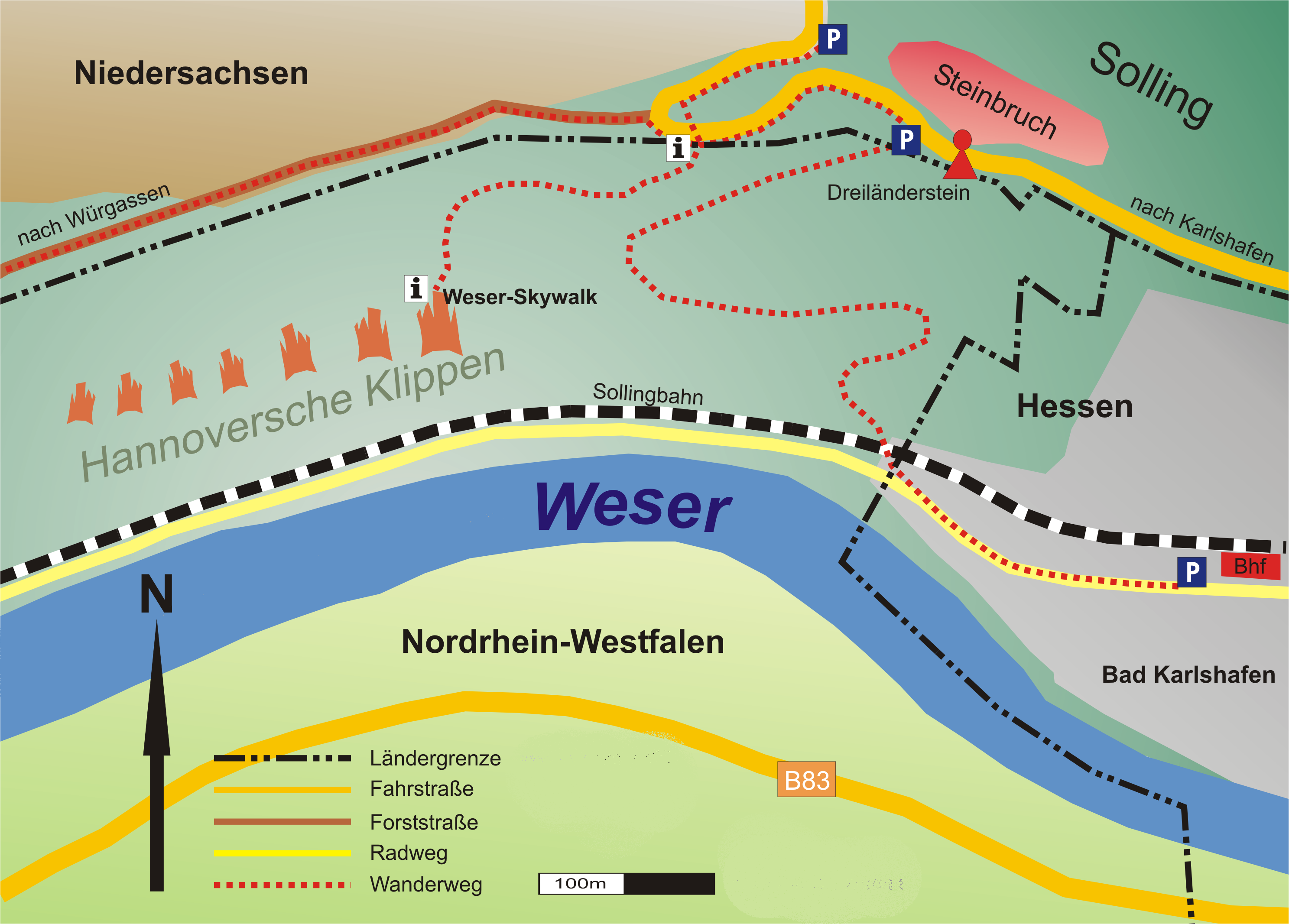
Situering Hannoversche Klippen. Links van het kaartgebied, in Noordrijn-Westfalen, ligt Würgassen.

De vier deelgemeentes liggen aan de oostoever van de Wezer, en aan de westflank van de bergrug Solling, die tot het Wezergebergte behoort. De stad Höxter aan de andere kant van de Wezer ligt circa 6 km ten noordwesten van Fürstenberg.  

### Openbaar vervoer
Alleen Lauenförde is per trein bereikbaar. Lauenförde en Beverungen delen sinds 1878 het (te Lauenförde staande)  station Lauenförde-Beverungen aan de spoorlijn Ottbergen - Northeim.
Lauenförde  ligt op loopafstand (1,5 km via de brug over de Wezer) van Beverungen.
Op de Wezer is in deze gemeente alleen pleziervaart en scheepvaart door toeristische rondvaartboten toegestaan.
Vanuit Höxter en Beverungen zijn de meeste plaatsen in de gemeente per streekbus bereikbaar. Het noordelijkste dorp, Boffzen kan vanuit het 11 km noordwaarts gelegen Holzminden via Lüchtringen  per streekbus bereikt worden. De frequentie van de meeste bussen is buiten de spitsuren op werk- en schooldagen zeer beperkt.

### Wegverkeer
Lauenförde is de enige van de vier deelgemeenten van de Samtgemeinde Boffzen, die aan een belangrijke hoofdweg (de Bundesstraße 241) ligt. In deze weg ligt een brug over de Wezer. Direct aan de overkant van deze brug, dus ten westen van Lauenförde, ligt Beverungen. Enkele kilometers ten oosten van Lauenförde ligt, bij Bad Karlshafen, een drielandenpunt van de deelstaten Hessen, Noordrijn-Westfalen en Nedersaksen.
Fürstenberg, Boffzen en Derental  liggen ietwat bezijden de grote hoofdwegen, maar de binnenwegen, die deze plaatsen met de dorpen in de omgeving verbinden, zijn in goede staat.

## Economie

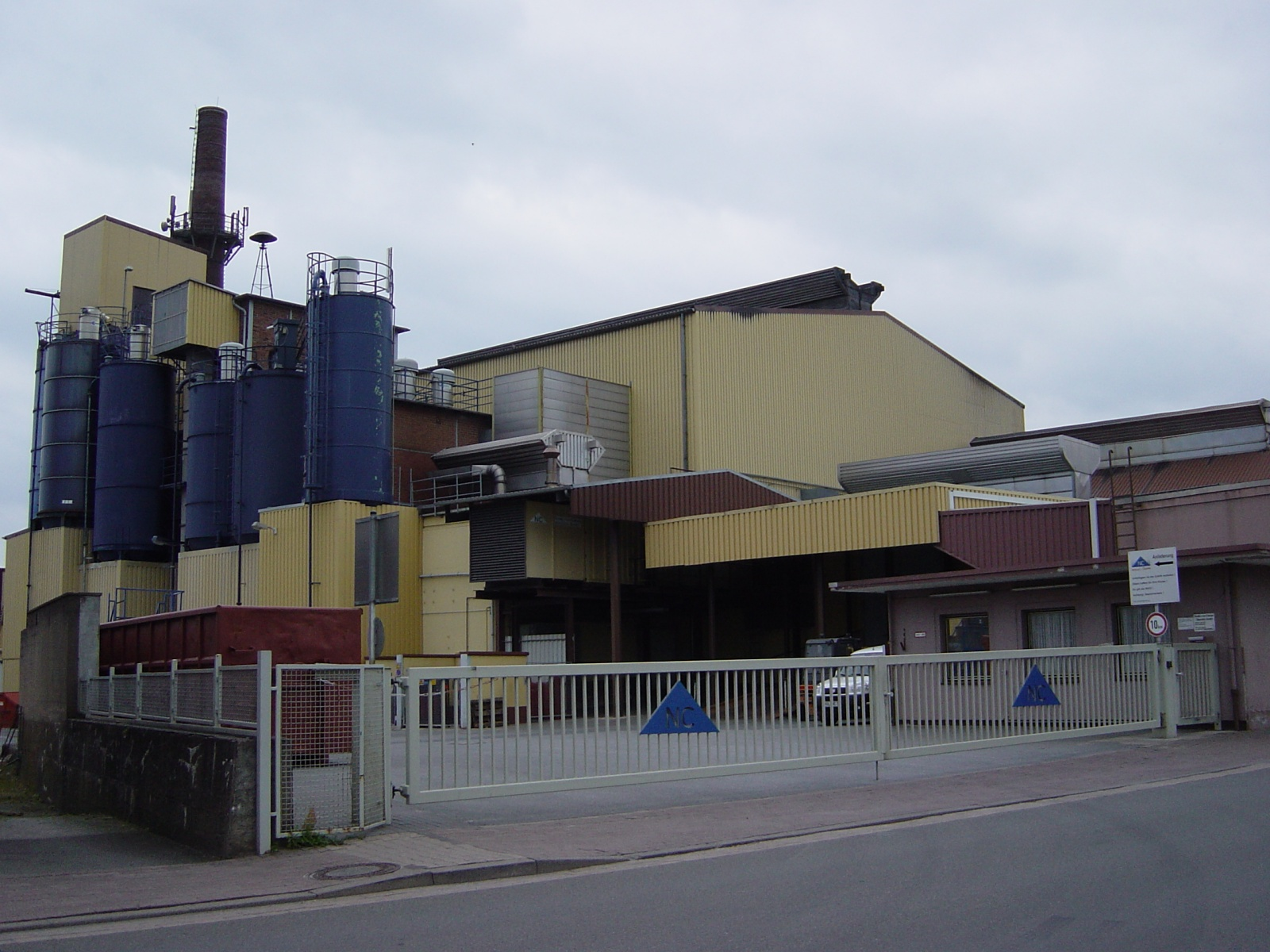
Glasfabriek Boffzen

Het dorp Boffzen heeft een sedert 1866 gevestigde, ruim 400 mensen een baan biedende,  glasfabriek (potten voor groenteconserven, jam e.d.). Verder staat er een kleine fabriek van metalen buizen met klanten in geheel Duitsland.
De porseleinfabriek Fürstenberg (opgericht in 1747) is de derde oudste producent van porselein in Duitsland. De onderneming is nog steeds in bedrijf.
Een groot concern met de naam Interpane, dat in o.a. Duitsland en Frankrijk een aantal fabrieken van vensterglas (waaronder dubbelglas) e.d. bezit, heeft één fabriek, alsmede het hoofdkantoor en de researchafdeling gevestigd te Lauenförde. 
Het toerisme is verder de belangrijkste bedrijfstak in de Samtgemeinde.

## Geschiedenis
Sedert de Reformatie van de 16e eeuw werd het gebied door overwegend protestantse heren geregeerd. Dat had tot gevolg, dat verreweg de meeste christenen in de Samtgemeinde Boffzen tot op de huidige dag evangelisch-luthers zijn.
De vier gemeentes lagen vanaf de Napoleontische tijd in het Koninkrijk Pruisen en vanaf 1871 in het Duitse Keizerrijk. 
De Tweede Wereldoorlog leidde in dit gebied alleen bij enkele bruggenhoofden aan de oevers van de Wezer tot  verlies aan mensenlevens en materiële schade van betekenis, waar in april 1945 gevechten tussen de Duitsers en de oprukkende geallieerden plaatsvonden.
De vier, voordien zelfstandige, gemeentes sloten zich bij een gemeentelijke herindeling op 1 januari 1973 tot de huidige Samtgemeinde aaneen. In 2009 werd bij referendum een nog nauwere samensmelting tot een Einheitsgemeide (met minder eigen bevoegdheden voor de vier gemeentedelen) weggestemd.

### Boffzen
Boffzen bestaat ten minste reeds sinds de middeleeuwen. In een (niet gedateerde) schenkingsakte ten gunste van de Abdij Corvey wordt het als Boffeshus vermeld.
Later in de middeleeuwen vestigde zich hier een adellijk geslacht Von Boffessen. Vanaf de late 17e eeuw was de glasfabricage, de eerste 200 jaar als kleinschalig ambacht,  een belangrijk middel van bestaan in het dorp.

### Fürstenberg
Hertog Hendrik Julius van Brunswijk-Wolfenbüttel liet rond 1600 op de plaats van een ouder kasteel het nog bestaande Schloss Fürstenberg bouwen, waarin één van zijn opvolgers, Karel I van Brunswijk-Wolfenbüttel in 1747 aan Johann Georg von Langen opdracht gaf, er een porseleinfabriek te stichten. Dit bracht het dorp enige voorspoed, zowel door werkgelegenheid bij de fabriek en haar toeleveraars, als door verbetering van de verbindingen: Fürstenberg werd onder andere een belangrijke postkoetshalte.
Vanaf de 1950er jaren tot 1994 had het leger van België er in NAVO-verband een, onder de kazerne te Brakel (Duitsland) ressorterend, militair munitie- en brandstofdepot.

### Lauenförde
De naam van de plaats is wellicht van Löwenförde, Leeuwenvoorde, afgeleid, hetgeen in het gemeentewapen symbolisch zichtbaar is gemaakt.
In de middeleeuwen lag Lauenförde in het Vorstendom Göttingen, dat zelf weer deel uitmaakte van het Hertogdom Brunswijk-Lüneburg. De tot het huis Welfen behorende heer van dit gebied, hertog Ernst van Brunswijk-Göttingen, gaf het kasteel van Lauenförde aan drie plaatselijke ridders, broers van elkaar, in 1348 in leen. Het kasteel (dat niet meer bestaat) stond tegenover dat van het Prinsbisdom Paderborn, te Beverungen, aan de overkant van de Wezer. In 1447 werd het plaatsje tijdens oorlogsgeweld, samenhangende met de zogenaamde Soester Fehde, verwoest. 
Later, in de 16e en 17e eeuw, maakte Lauenförde tijdelijk deel uit van het Vorstendom Calenberg. In de eerste helft van de 16e eeuw was het een, naar verhouding tamelijk welvarend, vlek geworden met beperkte eigen rechtspraak en met marktrecht. 
Tot plm. 1980 was in Lauenförde belangrijke houtverwerkende industrie gevestigd; er werden onder meer meubels en houten kinderwagens gefabriceerd.

## Bezienswaardigheden, natuurschoon
- Het in 1600 in de stijl der Wezerrenaissance gebouwde kasteel Schloss Fürstenberg en het daarin gevestigde porseleinmuseum.
- Het natuurschoon in de omliggende beboste heuvels van het Wezerbergland noodt tot, ook meerdaagse, wandel- en fietstochten. Het dorp ligt nabij de langeafstandsfietsroute Weser-Radweg.
  - Enkele kilometers ten zuidoosten van Lauenförde, bij Würgassen, gem. Beverungen, liggen de zeven rotspunten met de naam Hannoversche Klippen (zie bovenstaand kaartje).  Met name het op één van deze klippen in 2011 gereed gekomen uitzichtplatform Weser-Skywalk is een toeristische attractie, die veel bezoekers uit geheel Noord-Duitsland trekt. Men kan hier via verschillende wandelpaden vrij gemakkelijk naartoe lopen.
- Vanuit o.a. Lauenförde kan men per stoomboot toeristische rondvaarten maken op de Wezer.
- Het bij de glasfabriek Boffzen behorende glasmuseum, dat samenwerkt met dat te Grünenplan, gemeente Delligsen, is gevestigd in een voormalige directeursvilla van de fabriek. De nadruk van de expositie ligt op de productie van persglas vanaf circa 1860.
- Een kleine meubelfabriek in Lauenförde, Tecta, exploiteert een op haar bedrijfsterrein gelegen museum op het gebied van meubel-design. Dit Kragstuhlmuseum is genoemd naar een type stoel zonder stoelpoten, dat veel lijkt op model 412 (1934) van Gispen. Dit museum wordt niet alleen bezocht vanwege zijn collectie. Het gebouw (2004) is het laatste ontwerp van het befaamde Londense architectenbureau van Alison en Peter Smithson, indertijd behorende tot de architectengroep Team 10. Het museumgebouw  wordt tot de belangrijkste producten van de architectuurrichting brutalisme in geheel Duitsland gerekend.
- In de gemeente staan enkele monumentale, evangelisch-lutherse kerkgebouwen, meest 16e-eeuwse of barokke dorpskerken:
  - Hiertoe behoort de uit 1732 daterende Verlosserkerk te Boffzen, gebouwd in barokstijl
  - De St. Marcuskerk (1575) te Derental is schilderachtig gelegen.
  - Meinbrexen bezit een 16e-eeuws, aan Johannes de Doper gewijd, dorpskerkje. Ook de St. Marcuskerk van Lauenförde zelf is 16e-eeuws.

## Afbeeldingen

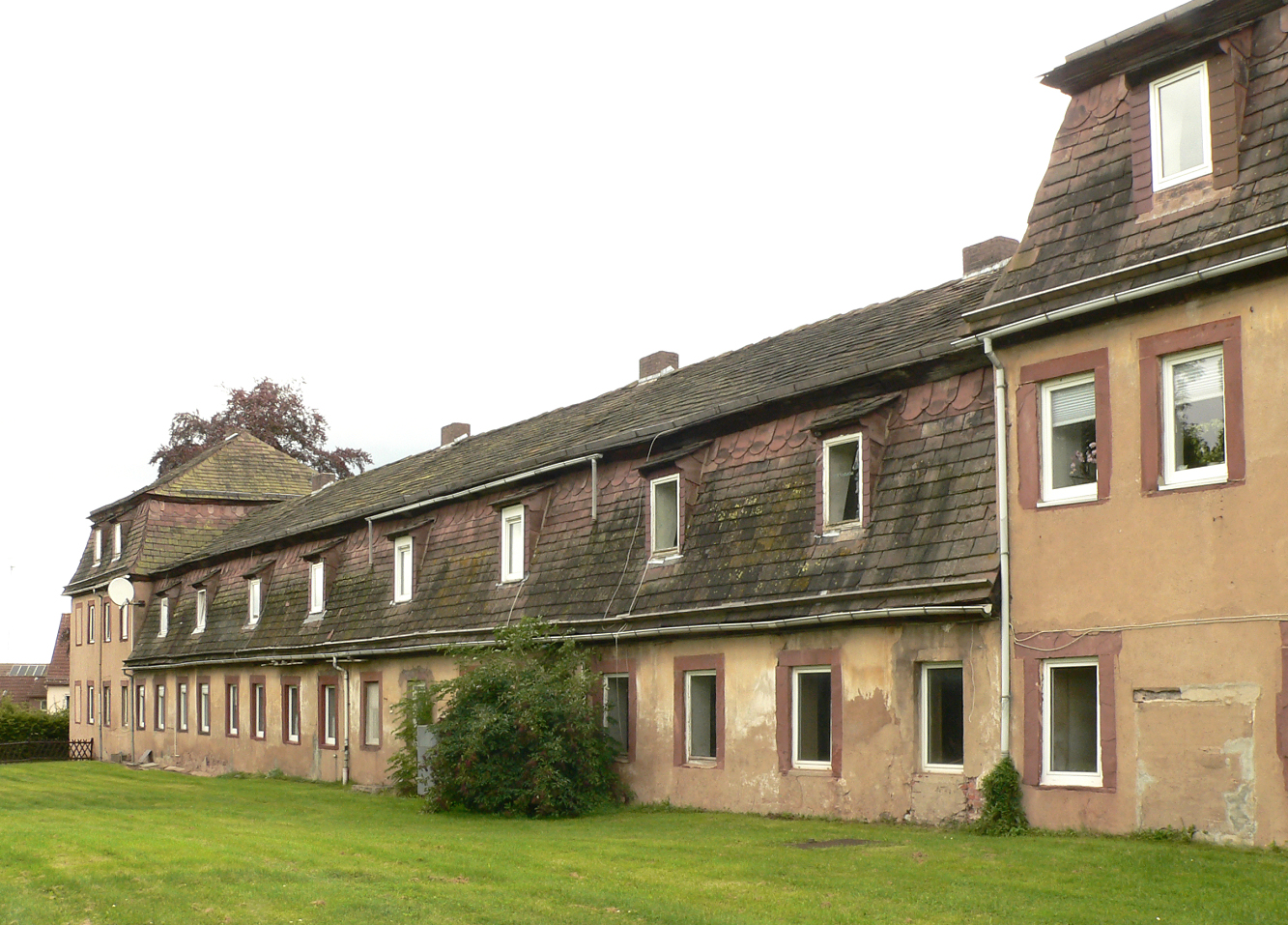
Lange Reihe te Fürstenberg, personeelswoningen voor de porseleinfabriek, 1754
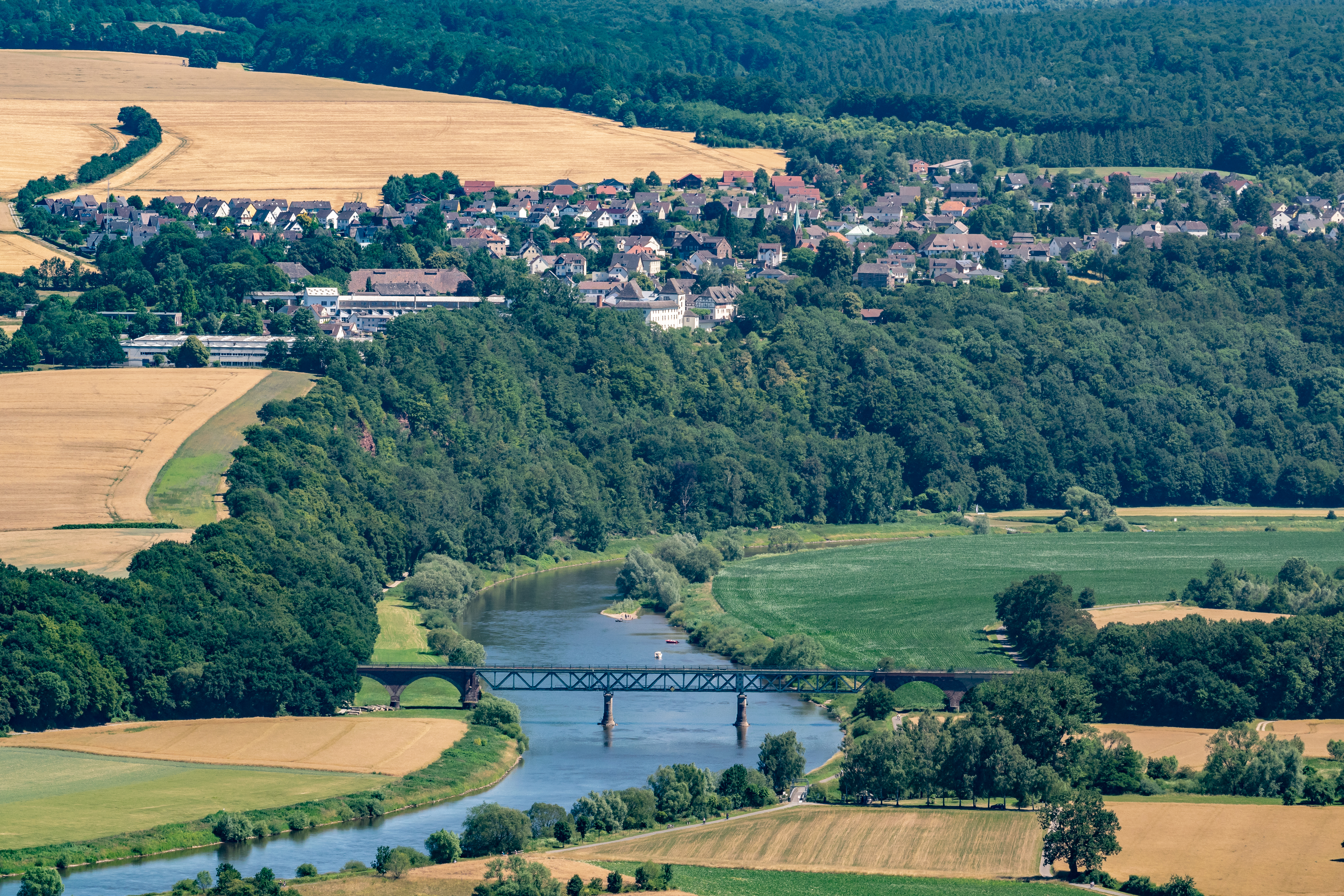
Gezicht op Fürstenberg vanaf de heuvel Brunsberg
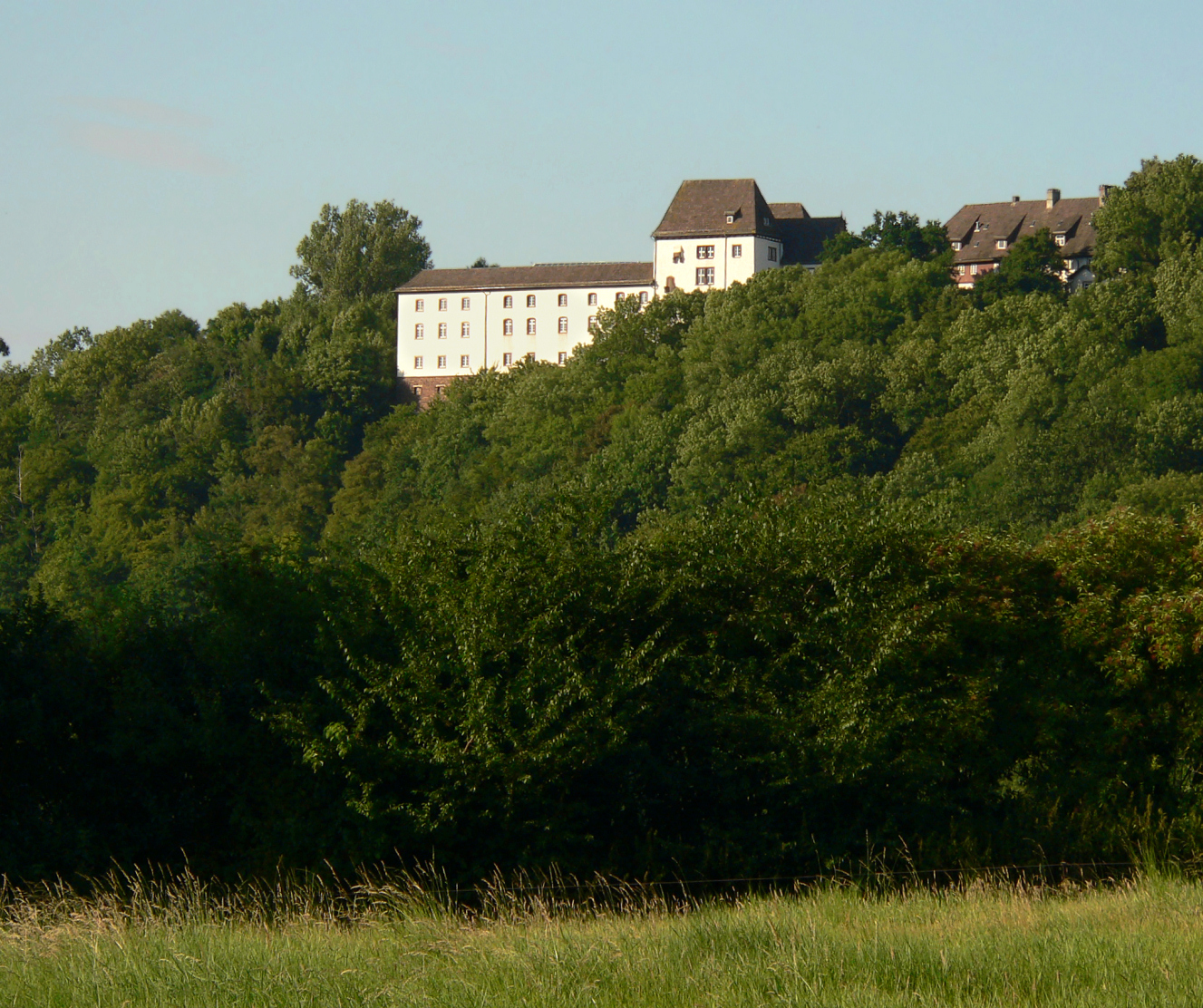
Schloss (kasteel) Fürstenberg
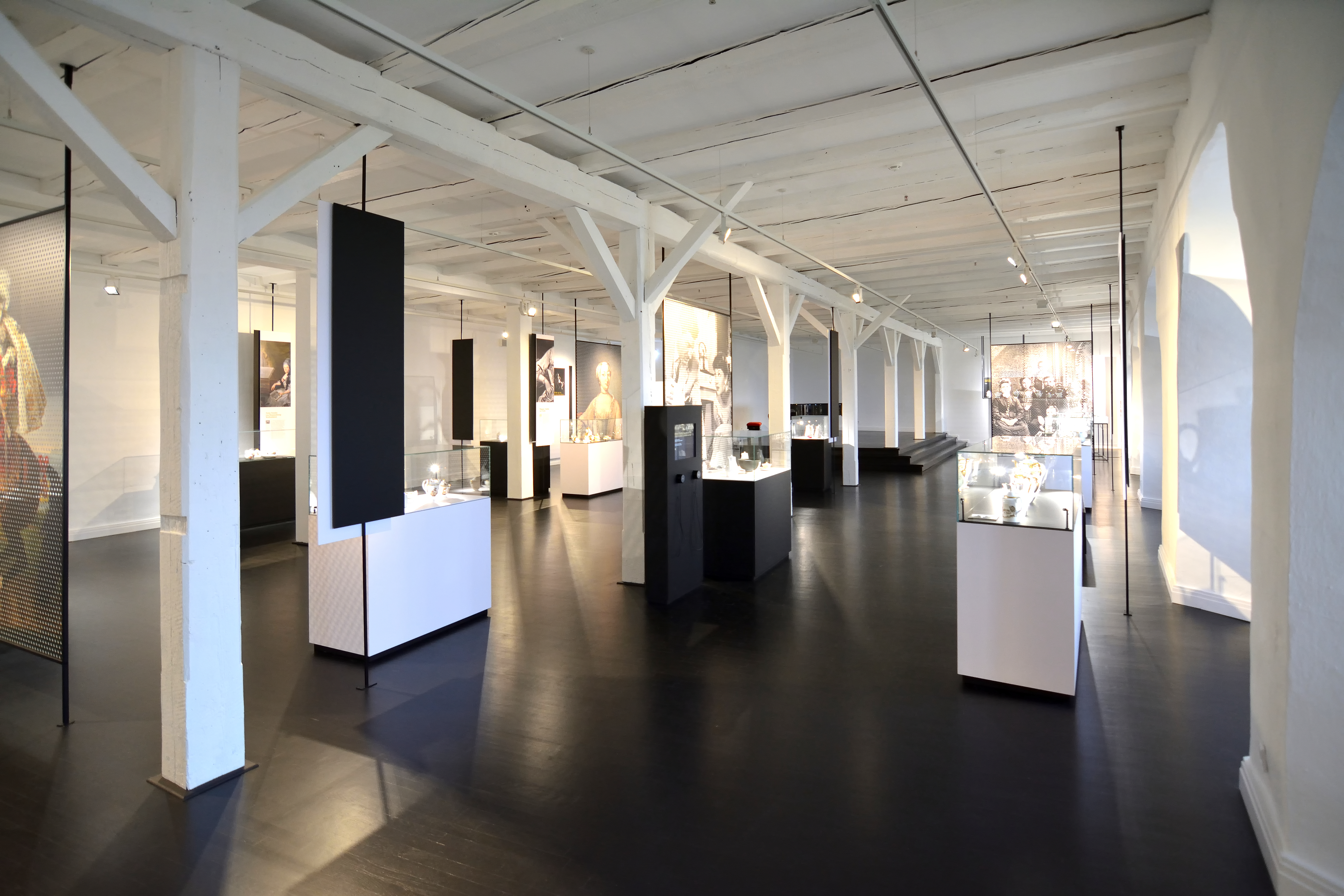
Zaal in het porseleinmuseum in dit kasteel
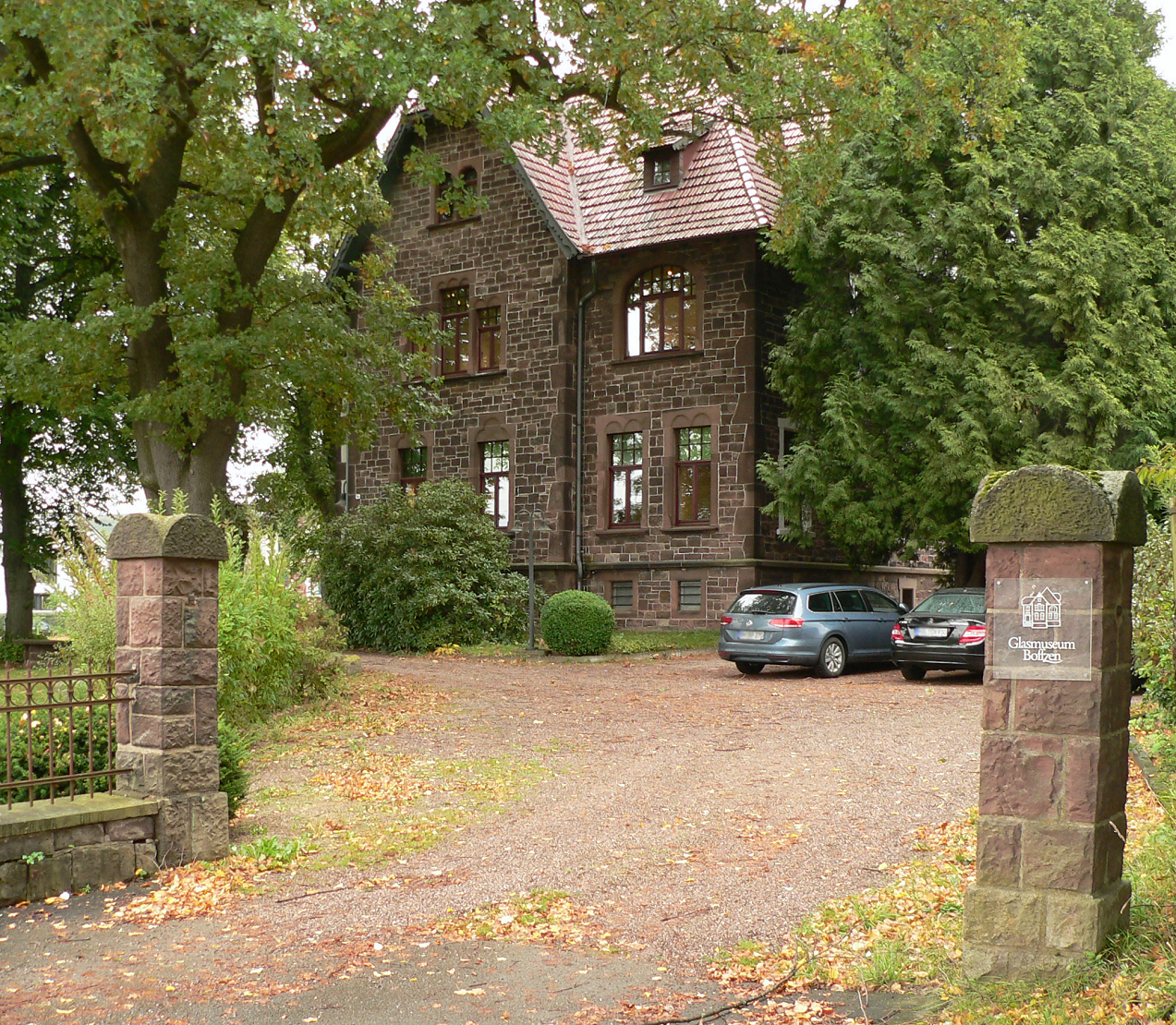
Gebouw glasmuseum Boffzen
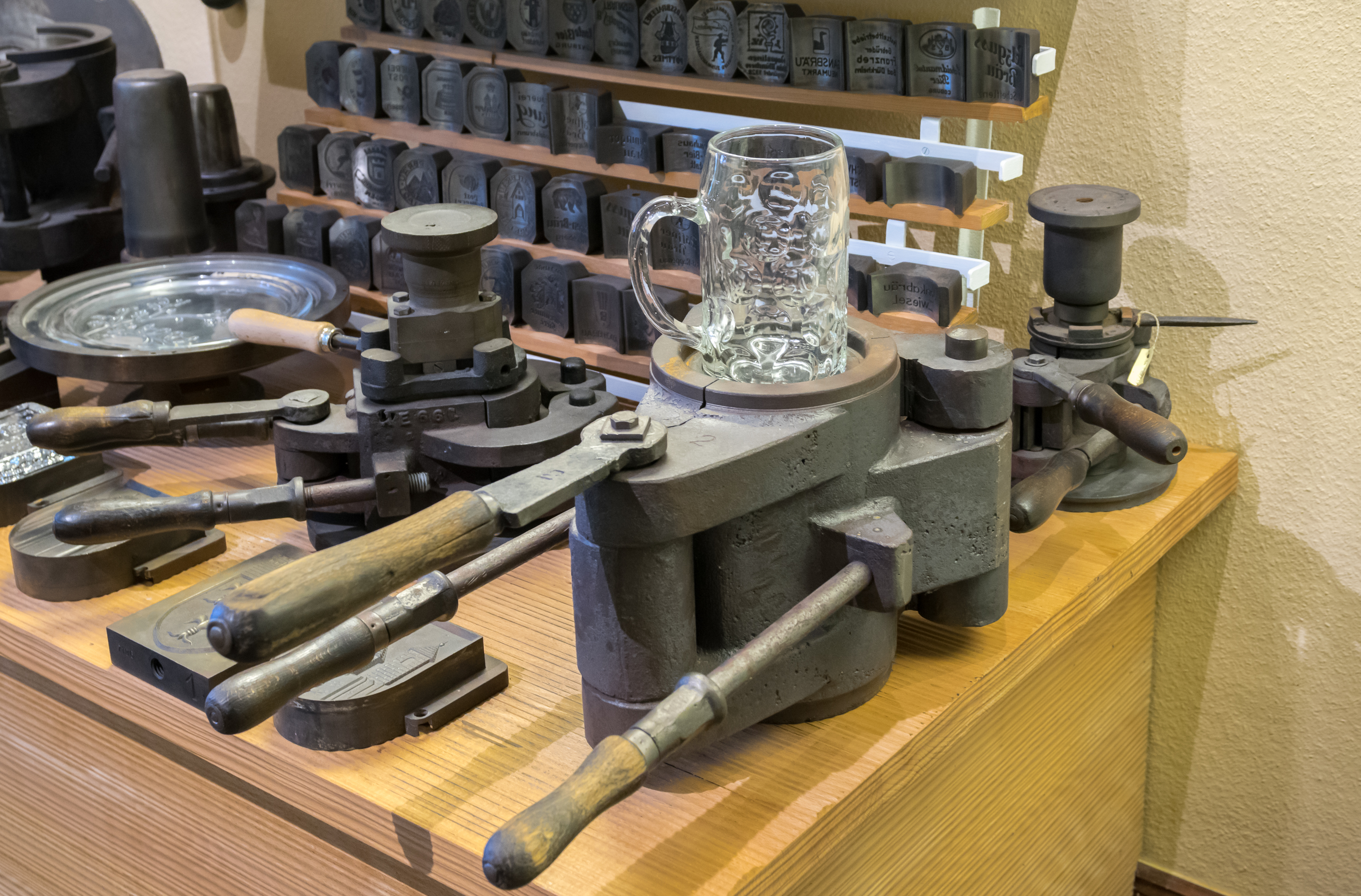
Machine voor het maken van bierpullen in dit museum
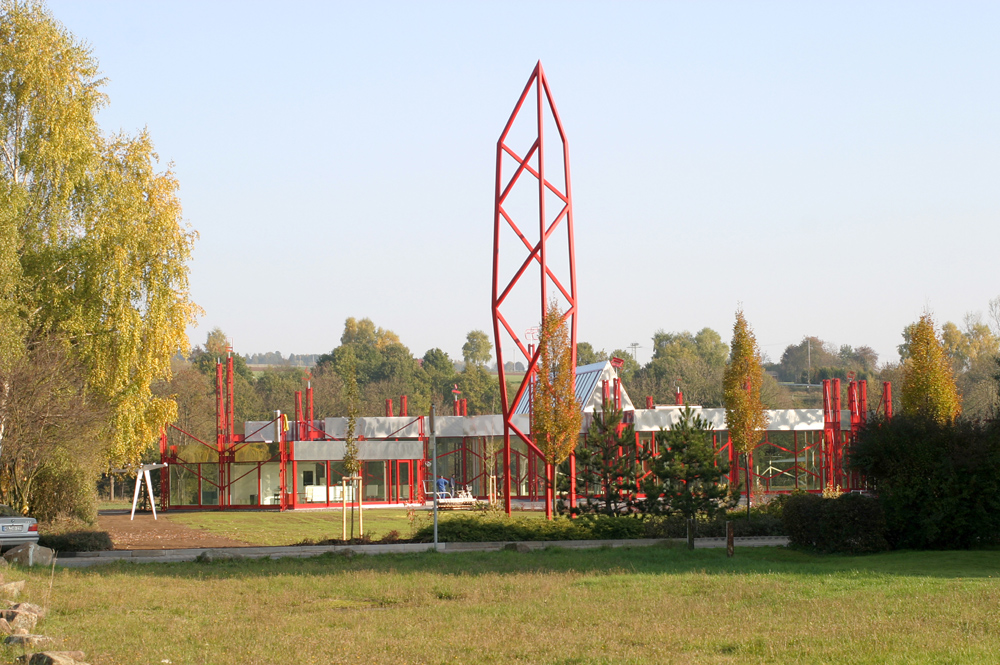
Tecta Kragstuhlmuseum, Lauenförde (1)
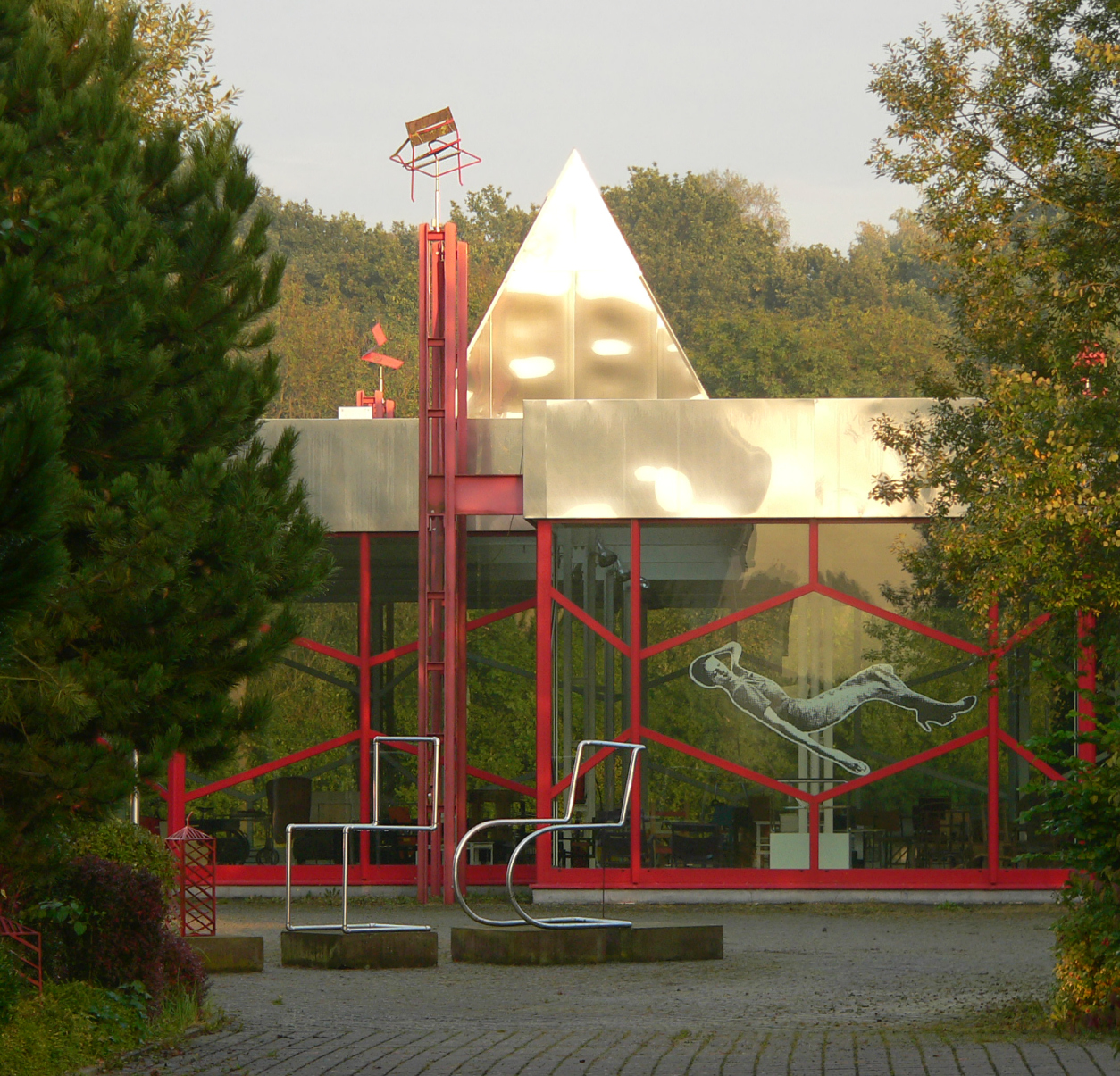
Tecta Kragstuhlmuseum (2)
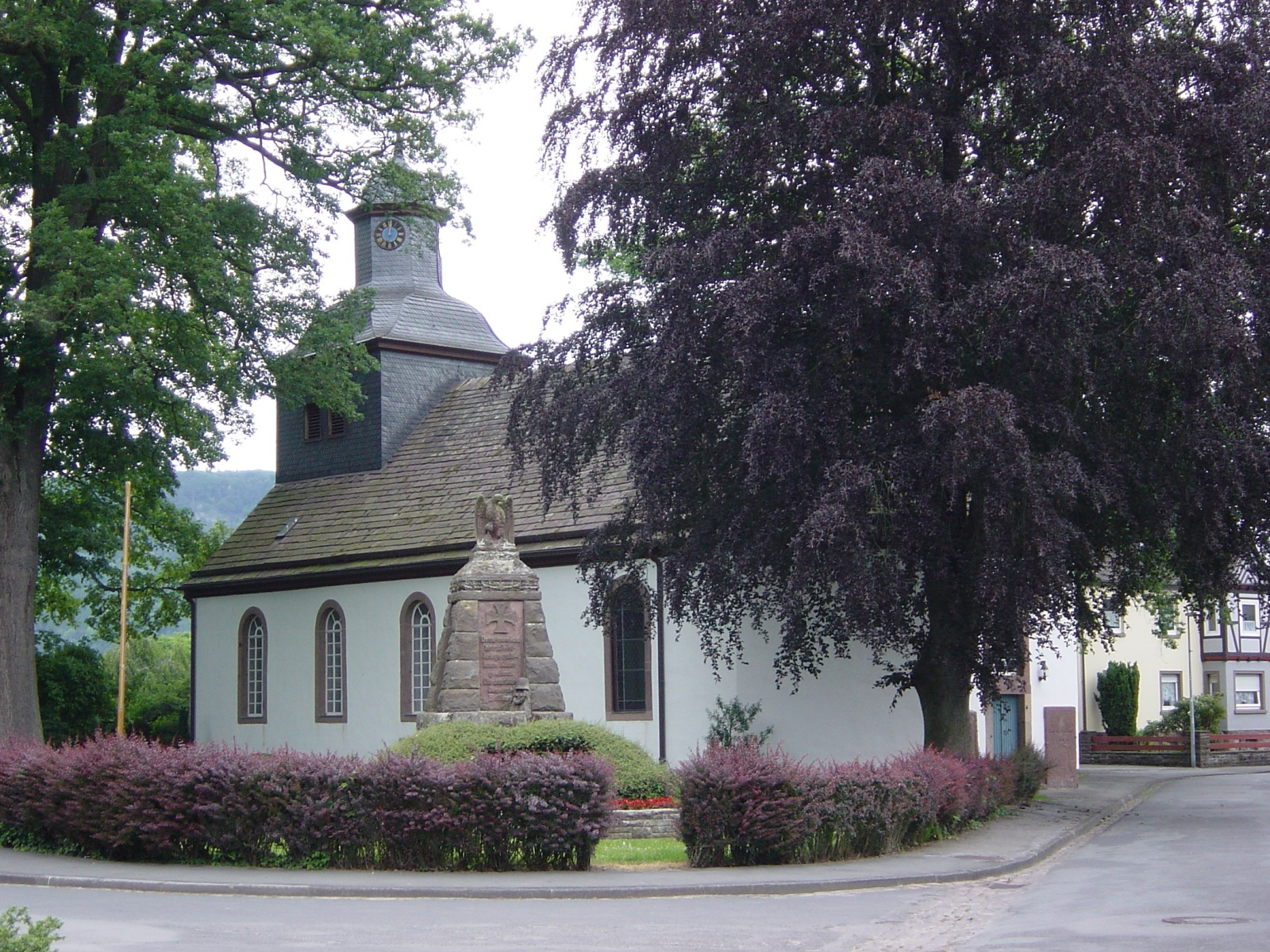
Evangelisch-lutherse kerk, Boffzen
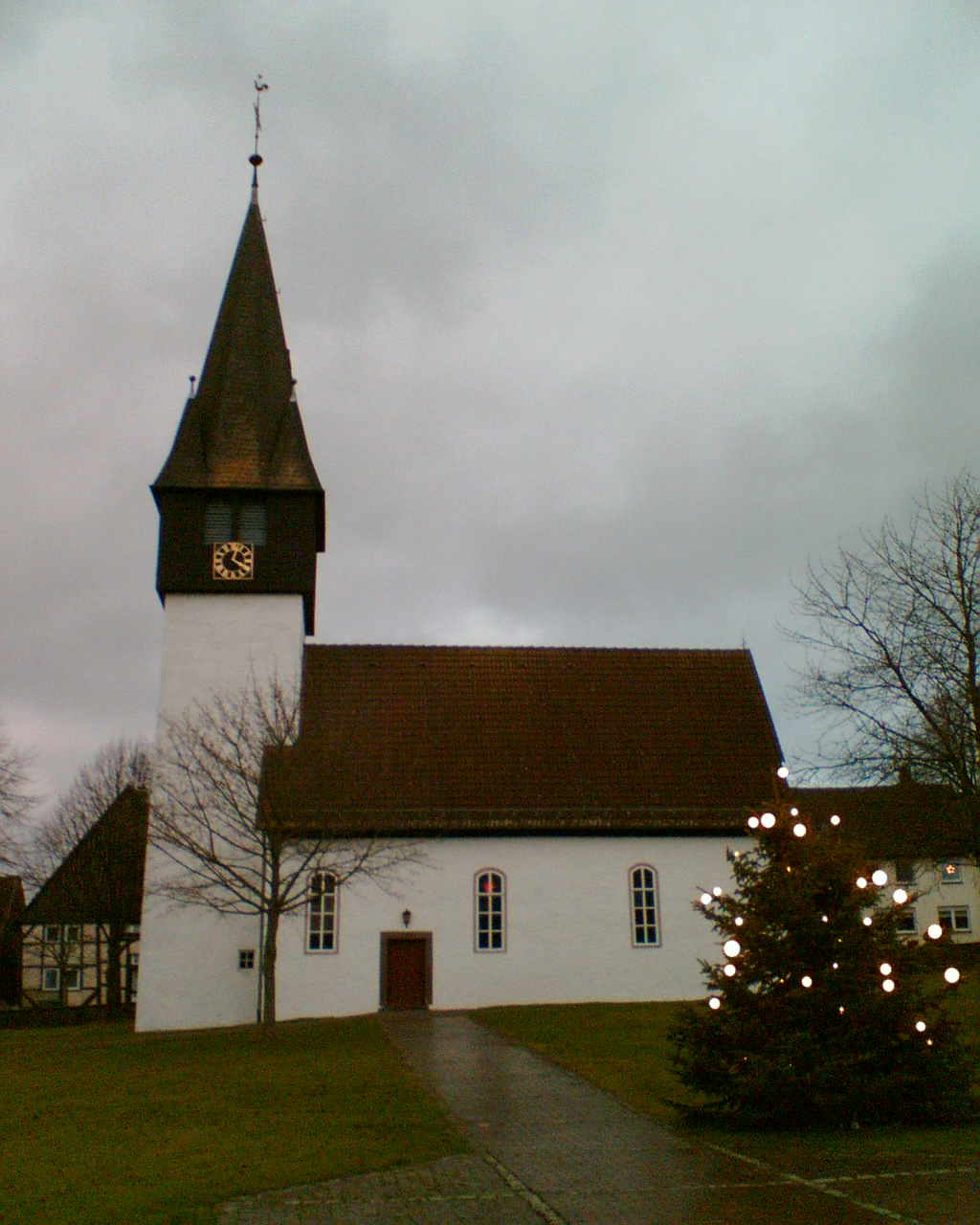
Evang.-lutherse St. Marcuskerk (1575), Derental
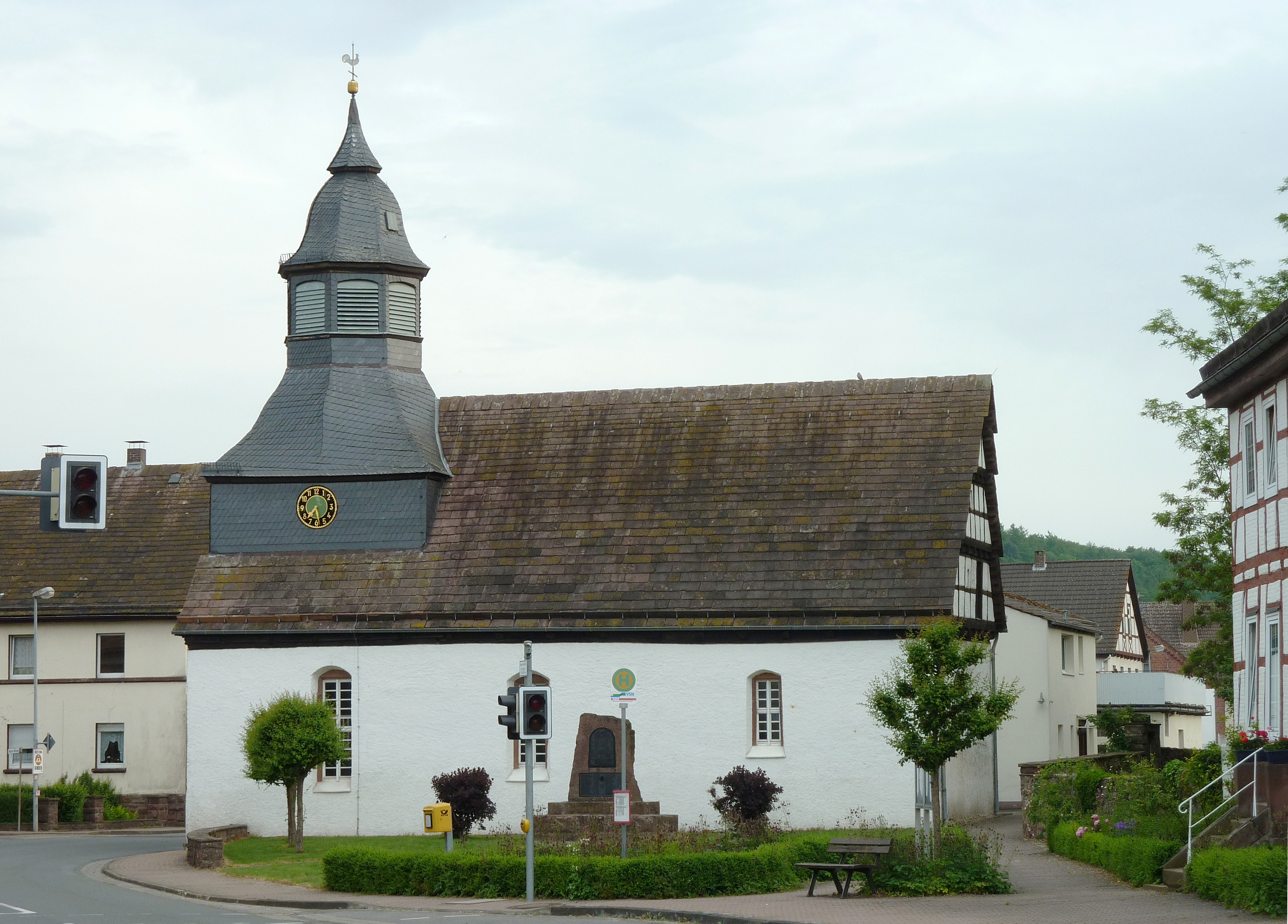
Johannes-de-Doperkerkje, Meinbrexen

## Belangrijke personen in relatie tot de gemeente
- Johann Georg von Langen (1699-1776), pionier op het gebied van de bosbouw, oprichter en eerste directeur (1747-1763) van de porseleinfabriek van Fürstenberg.
- Georg Ernst Ludwig Hampe (Fürstenberg 1795-1880), bioloog, gespecialiseerd in de studie van mossen, en botanicus.
- Arthur Ulrichs (* 8 december 1838 te Fürstenberg; † 22 april 1927 in Braunlage (Harz)), boswachter en de eerste, die het langlauf-skiën in Duitsland, met name in Braunlage in het Harzgebergte invoerde.

## Partnergemeentes
- Sedert juni 1977 bestaat een jumelage tussen Boffzen en de gemeente Villers-sur-Mer in het Departement Calvados, Frankrijk.
- Ook met de gemeente Nachterstedt in de deelstaat Saksen-Anhalt, Duitsland, onderhoudt Boffzen een stedenpartnerschap.